# Ischnochiton rhodolithophilus
Ischnochiton rhodolithophilus är en blötdjursart som beskrevs av Clark 2000. Ischnochiton rhodolithophilus ingår i släktet Ischnochiton och familjen Ischnochitonidae. Inga underarter finns listade i Catalogue of Life.